# Christina Rossetti
Christina Georgina Rossetti (Londres, 5 de diciembre de 1830-Londres, 29 de diciembre de 1894) fue una poeta británica, una de las más importantes en el siglo XIX en su país.

## Biografía

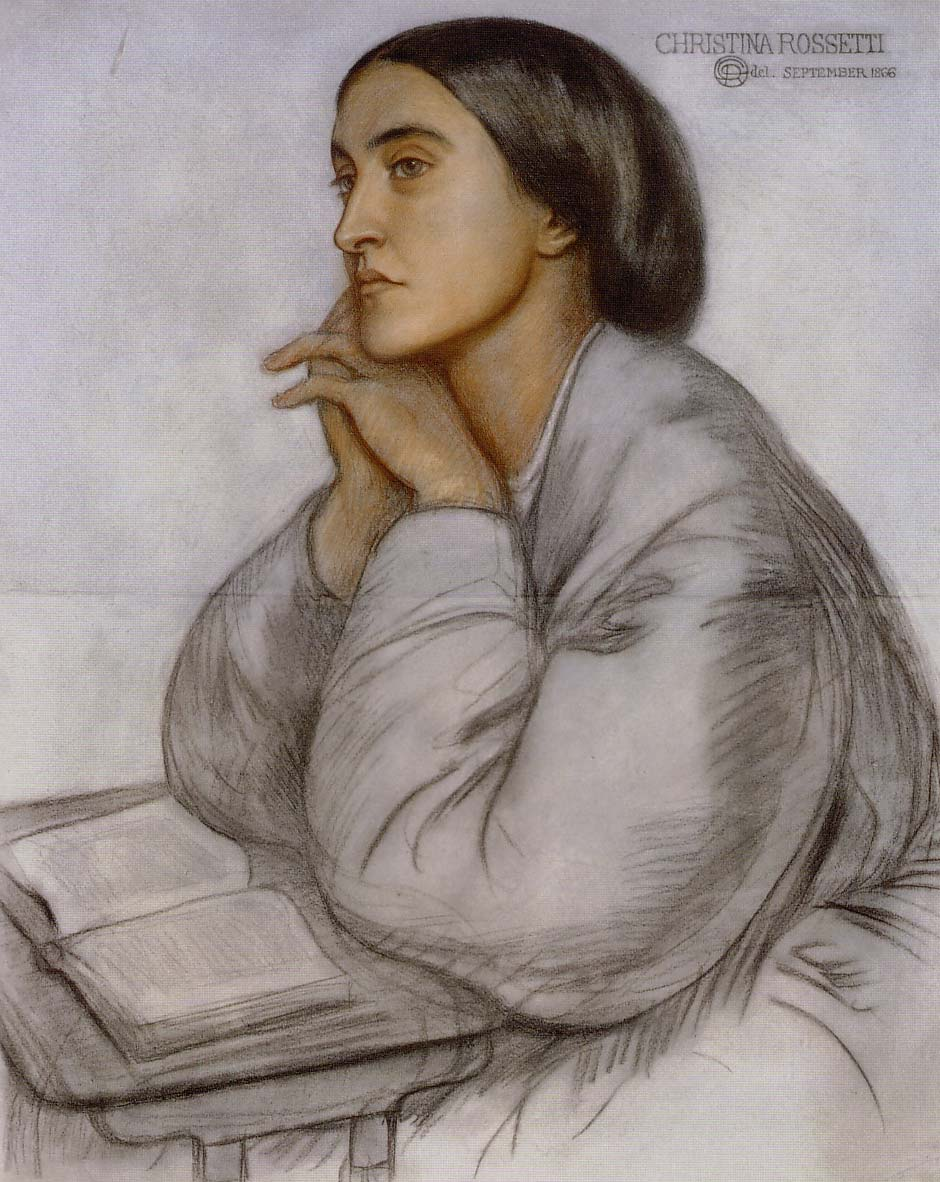
Retrato de Christina Rossetti, por su hermano, Dante Gabriel Rossetti

Christina nació en Londres y fue educada en su casa por sus padres. Sus hermanos fueron el pintor Dante Gabriel Rossetti, William Michael Rossetti y María Francesca Rossetti.  Su padre, Gabriel Rossetti, fue un poeta napolitano exiliado en Inglaterra;  su madre, Frances Polidori, era la hermana del médico John William Polidori, amigo de Lord Byron. En la década posterior a 1840, la familia pasó por graves problemas económicos debido a la deteriorada salud mental y física del padre.[cita requerida]
A los catorce años de edad, Christina sufrió una crisis nerviosa a la que le siguieron ataques de depresión. Durante este período, ella, su madre y su hermana estuvieron muy relacionadas con la iglesia anglicana; su vida religiosa tuvo una relevancia determinante en la vida personal de Christina. Durante su juventud estuvo comprometida con el pintor prerafaelista James Collinson, pero este noviazgo terminó cuando él se convirtió al catolicismo. Más tarde mantuvo una relación con el lingüista Charles Cayley, pero tampoco aceptó su propuesta de matrimonio porque él era declaradamente agnóstico.
Christina comenzó a escribir a la edad de siete años, pero tenía ya treinta y un años cuando publicó su primera obra, Goblin Market and Other Poems (1862). Esta colección cosechó muchas críticas favorables. El poema del título es su obra más conocida y, aunque a primera vista puede parecer simplemente una rima infantil sobre las travesuras de dos hermanas con unos duendes, tiene múltiples interpretaciones, es desafiante y complejo. Los críticos han interpretado este poema en diversas formas: viéndolo como una alegoría entre la tentación y la salvación o bien una obra sobre el deseo erótico y la redención social, entre otras. Su poema de Navidad In the Bleak Midwinter llegó a ser ampliamente conocido después de su muerte, cuando Gustav Holst le puso música para convertirlo en un villancico.[cita requerida]
Rossetti escribió y publicó durante el resto de su vida, aunque se dedicó principalmente a la escritura religiosa y a la poesía para niños. Mantuvo un gran círculo de amigos y durante diez años ayudó voluntariamente en una casa de acogida para prostitutas. Si bien tenía sentimientos encontrados en relación con el voto femenino, muchos estudiosos han identificado temas feministas en su poesía. Christina Rossetti perteneció al movimiento prerrafaelista junto con su hermano Dante Gabriel Rossetti, John Everett Millais y William Holman Hunt, entre otros.[cita requerida]
En 1893, Christina desarrolló cáncer de mama y falleció al año siguiente, el 29 de diciembre de 1894. Sus restos se sepultaron en el cementerio de Highgate. A principios del siglo XX, la popularidad de Christina decayó, al igual que la reputación de muchos respetados escritores de la época victoriana, debido a la reacción del modernismo. Christina permaneció por mucho tiempo sin ser tomada en cuenta ni leída hasta que en los años setenta estudiosas feministas comenzaron a recuperar su obra. En las últimas décadas su obra ha pasado a ocupar un lugar destacado dentro de la literatura victoriana.[cita requerida]

## Obras
- The Goblin Market and Other Poems, (1862), El mercado de los duendes (2004), Trad. Francisco López Serrano. Pre-textos, Valencia.
- Commonplace and Other Stories, (1870), Lugares comunes, (2006), Trad. Carmen Francí, Alba Editorial, Barcelona.
- Sing-Song: A Nursery Rhyme Book (1872). Libro de canciones infantiles
- The Prince's Progress and Other Poems (1856) El viaje del príncipe y otros poemas.
- Verses   (1893).Verses
- New Poems (1895) Nuevos poemas